# Calycopsis papillata
Calycopsis papillata är en nässeldjursart som beskrevs av Bigelow 1918. Calycopsis papillata ingår i släktet Calycopsis och familjen Bythotiaridae. Inga underarter finns listade i Catalogue of Life.